# Szarv-Ágy
A Szarv-Ágy nevű patak a Mátraalján ered, Hort település keleti határában, Heves vármegyében, mintegy 140 méteres tengerszint feletti magasságban. A patak forrásától kezdve délkeleti irányban halad, majd Visznek településnél éri el a Gyöngyös-patakot.

## Part menti települések
A patak partjain elhelyezkedő településeken összesen több, mint 12500 fő él.
- Hort
- Jászárokszállás
- Visznek